# Riu Níger
El Níger és un riu d'Àfrica occidental, el tercer del continent per la seva longitud després del Nil i del riu Congo (també conegut com el riu Zaire). Les seves fonts són a les muntanyes del sud-est de Guinea. En el seu recorregut descriu una trajectòria en mitja lluna que travessa Mali, el Níger, fa frontera amb Benín i després viatja a través de Nigèria. Desemboca en un gran delta, conegut com el delta del Níger dels rius de petroli, al golf de Guinea.
El seu principal afluent és el riu Benue. La seva conca hidrogràfica té una superfície d'aproximadament 2.117.700 km². El seu nom actual tot i que pot semblar que vingui del llatí "negre" (pel color de l'aigua o pels molts habitants dels països que travessa) més probablement prové d'una locució tuareg gher n gheren (riu dels rius). Té diversos noms locals com Jeliba, Joliba o Dhioliba (mandinga), i Isa Ber (songhai).

## Història

### Exploració pels europeus
A la Roma Antiga es pensava que el riu proper a Timbuktu era una part del riu Nil una creença continuada pels Ibn Battuta. A principis del segle xvii els exploradors europeus pensaven que el riu fluïa cap a l'oest desembocant al riu Senegal. El curs real era conegut per a molts dels habitants de la zona, però els occidentals només van establir el curs del riu al segle xix, sent un dels seus descriptors l'explorador escocès Mungo Park. Foren els exploradors Josua Zweifel i Marius Moustier qui descobriren les fonts del Níger el 1879.

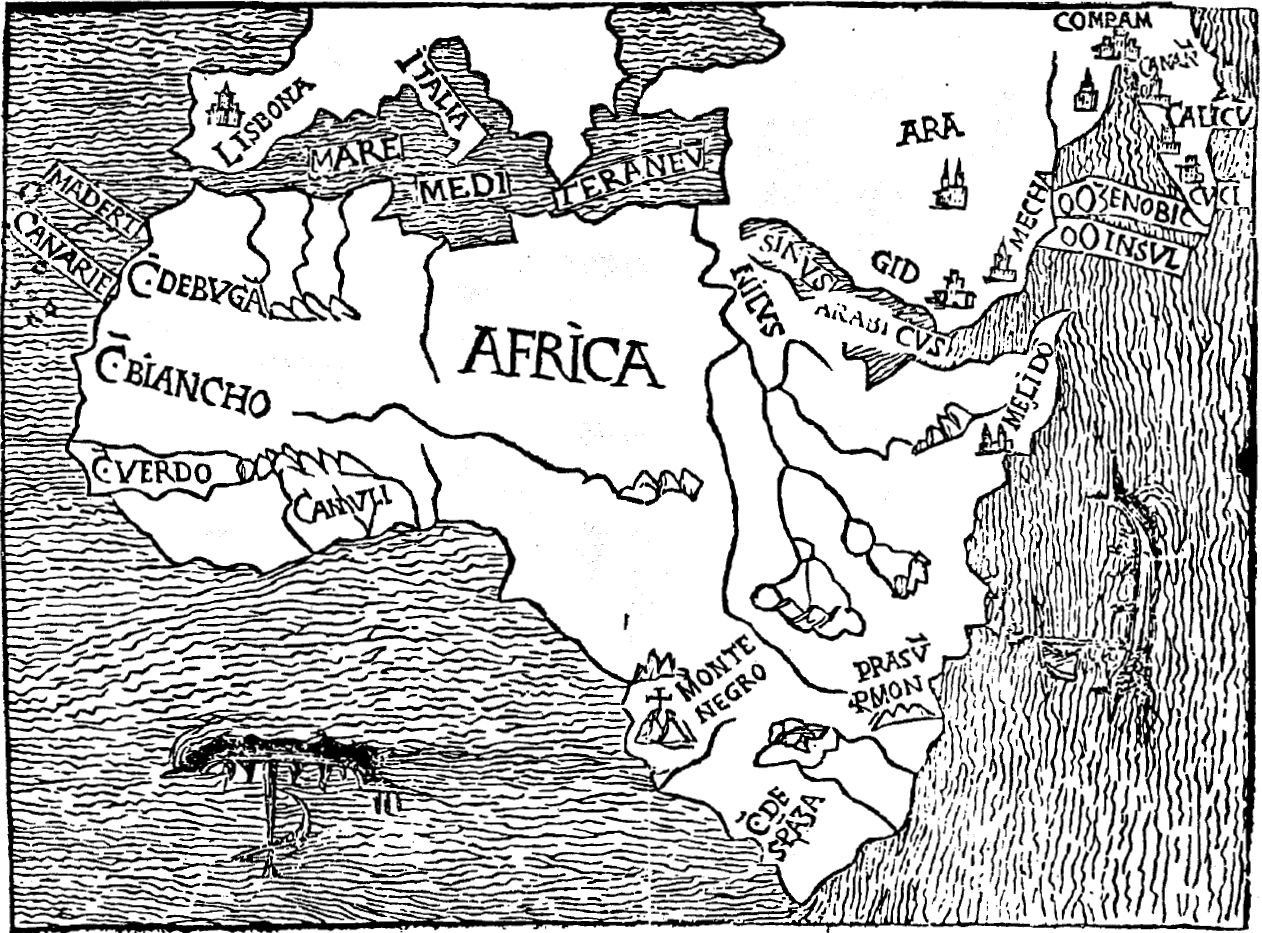
En el 1508, en aquest mapa portuguès, es coneix un gran riu a l'interior del continent: la seva font i el seu delta no s'indiquen.
El 1570, en aquest mapa holandès el Níger és confós amb el Senegal. El riu real desemboca al golf de Benín.
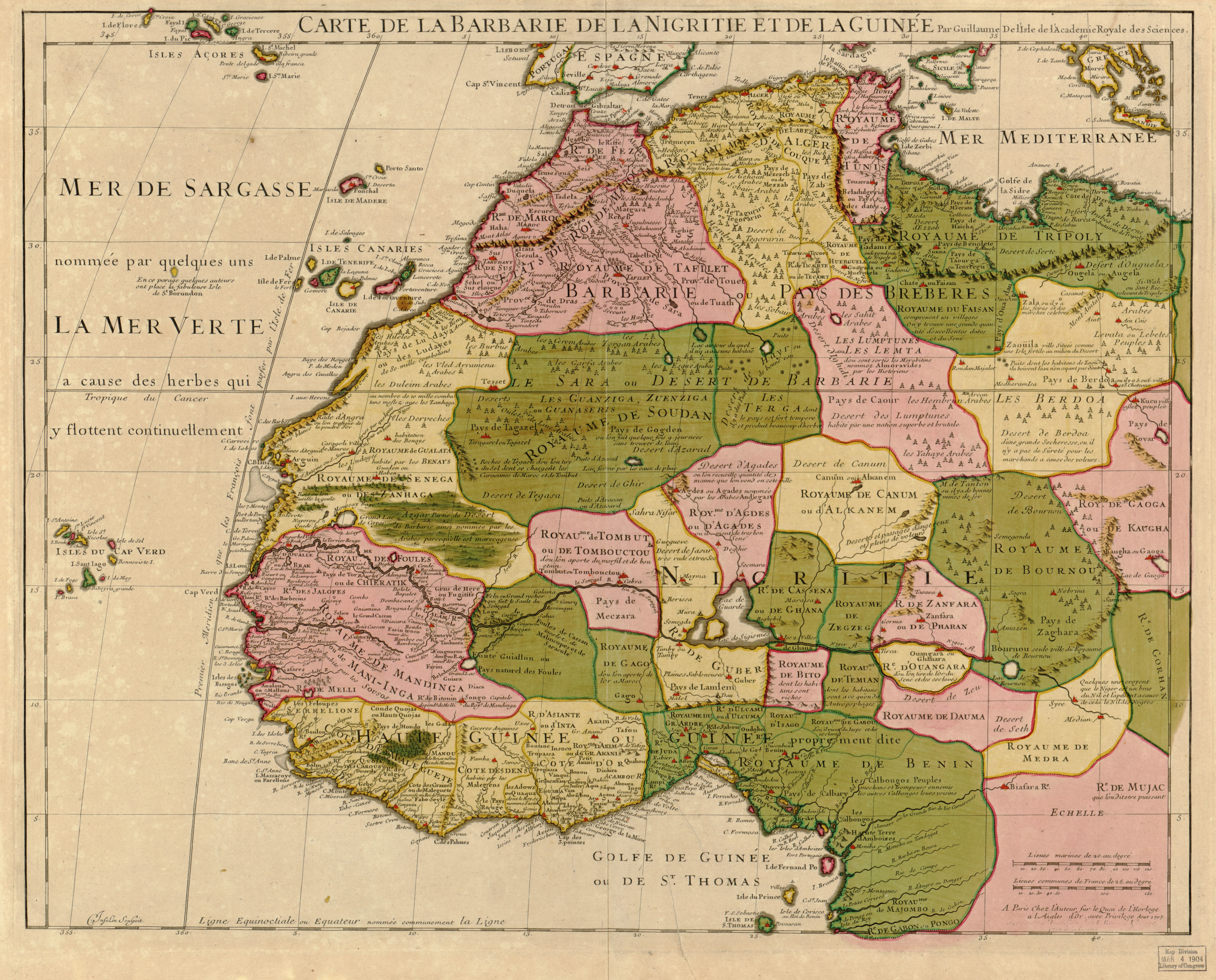
En el 1707, aquesta ruta francès mostra fins i tot el Níger fluint cap al riu Senegal, el seu delta interior és clarament identificat. El riu real desemboca al golf de Benín.
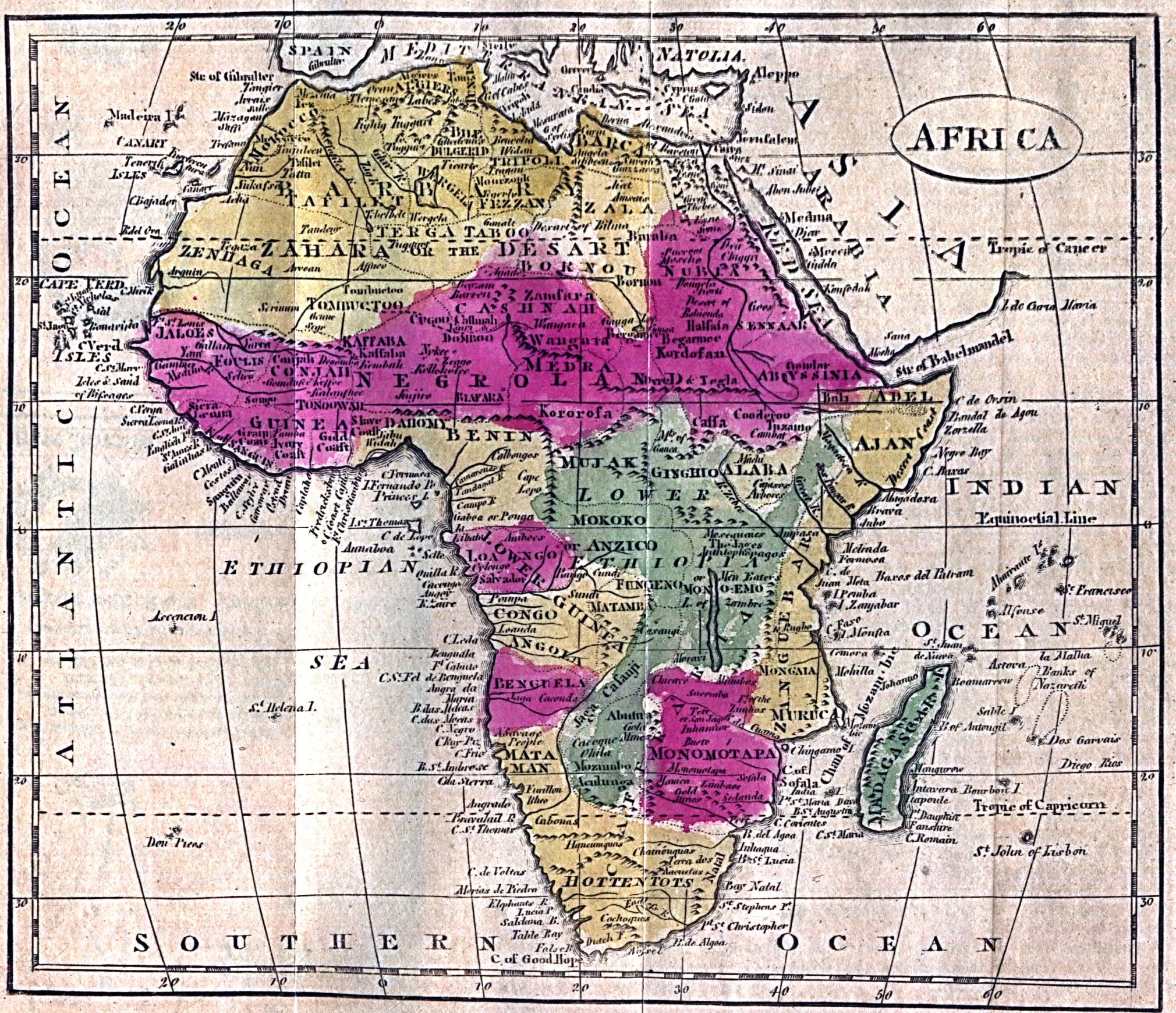
En aquest mapa de 1808, el cartògraf, conscient de l'"enigma" del Níger pren precaucions: hi ha un riu cap a Timbuktu però no té embocadura al mar.

### Exploració de Mungo Park
El 1788 l'explorador escocès Mungo Park es va oferir com a voluntari a la Societat d'Àfrica de Londres per trobar les fonts del Níger que constituïa un dels enigmes geogràfics.

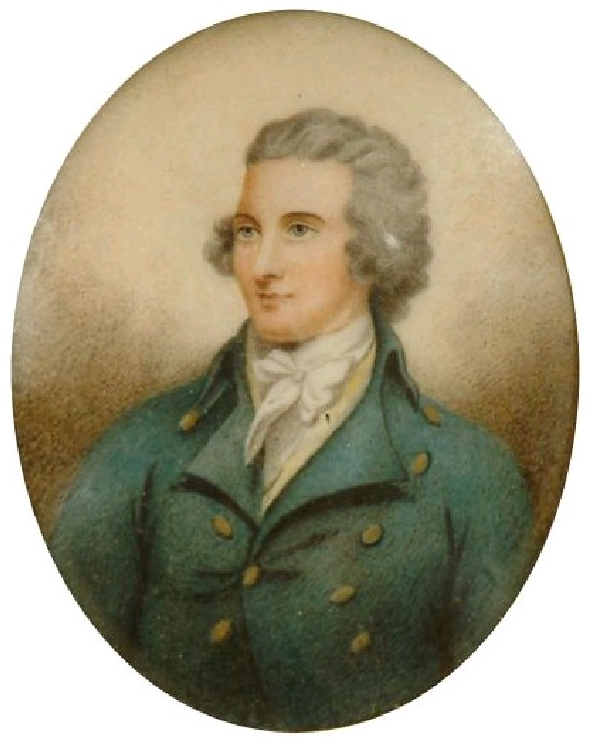
Retrat de Mungo Park

#### Primer viatge
Mungo Park va proposar reprendre les exploracions de Houghton i va partir el 22 maig 1795 cap a Gàmbia. El 21 juny 1795 va arribar a la desembocadura de Gàmbia i va remuntar el riu fins al lloc comercial de Pisani (actual Karantaba). Va aprendre el dialecte local gràcies al metge del lloc i va començar el seu periple per aquestes terres el desembre de 1795. Va travessar el llit del Senegal, va visitar Moullad, Bondou i Kaart, i va ser detingut i empresonat per les tribus musulmanes durant quatre mesos, sent tractat com esclau pel seu líder Ali. Va aconseguir escapar pel desert, sense gairebé res per beure o menjar i després de tres setmanes de patiments, va arribar a la ciutat de Sego, on per fi va poder veure el riu Níger. Va remuntar 110 km de riu, però sentint-se esgotat i malalt va decidir tornar a Segú. Informat pels indígenes, es va assabentar que la ciutat havia caigut en mans d'Ali, el seu antic carceller. Va decidir llavors dirigir-se a la ciutat de Kamalia.
Havia començat l'estació de les pluges, i el viatge es va fer més penós encara que en el desert. Va arribar esgotat a kamalia i es va debatre diversos dies entre la vida i la mort. Ja recuperat, es va unir a una caravana d'esclaus que resseguia la costa. Sis mesos després, ja en el Regne Unit, va publicar, amb gran èxit, el relat del seu viatge. El veritable curs fou descrit en el seu llibre, Travels in the Interior of Africa, que es publicà l'any 1799.

#### Segon viatge al Níger
El 1803, a petició del govern anglès, va acceptar dirigir una nova expedició al riu Níger. Va partir el 30 gener de 1805 cap a Gorée, i després cap a Bamako. Va construir un vaixell per remuntar el Níger. La malaltia i les emboscades dels indígenes van delmar l'expedició (va perdre a 33 dels seus companys). Malgrat les dificultats, va remuntar 1600 km pel curs del Níger, abans de ser atacat pels Hauss. A punt de ser vençut, es va retirar cap al riu on es va ofegar juntament amb la resta dels seus companys a Busa (Nigèria). Un guia i un portador supervivents van informar del seu tràgic final.

### Història del nom

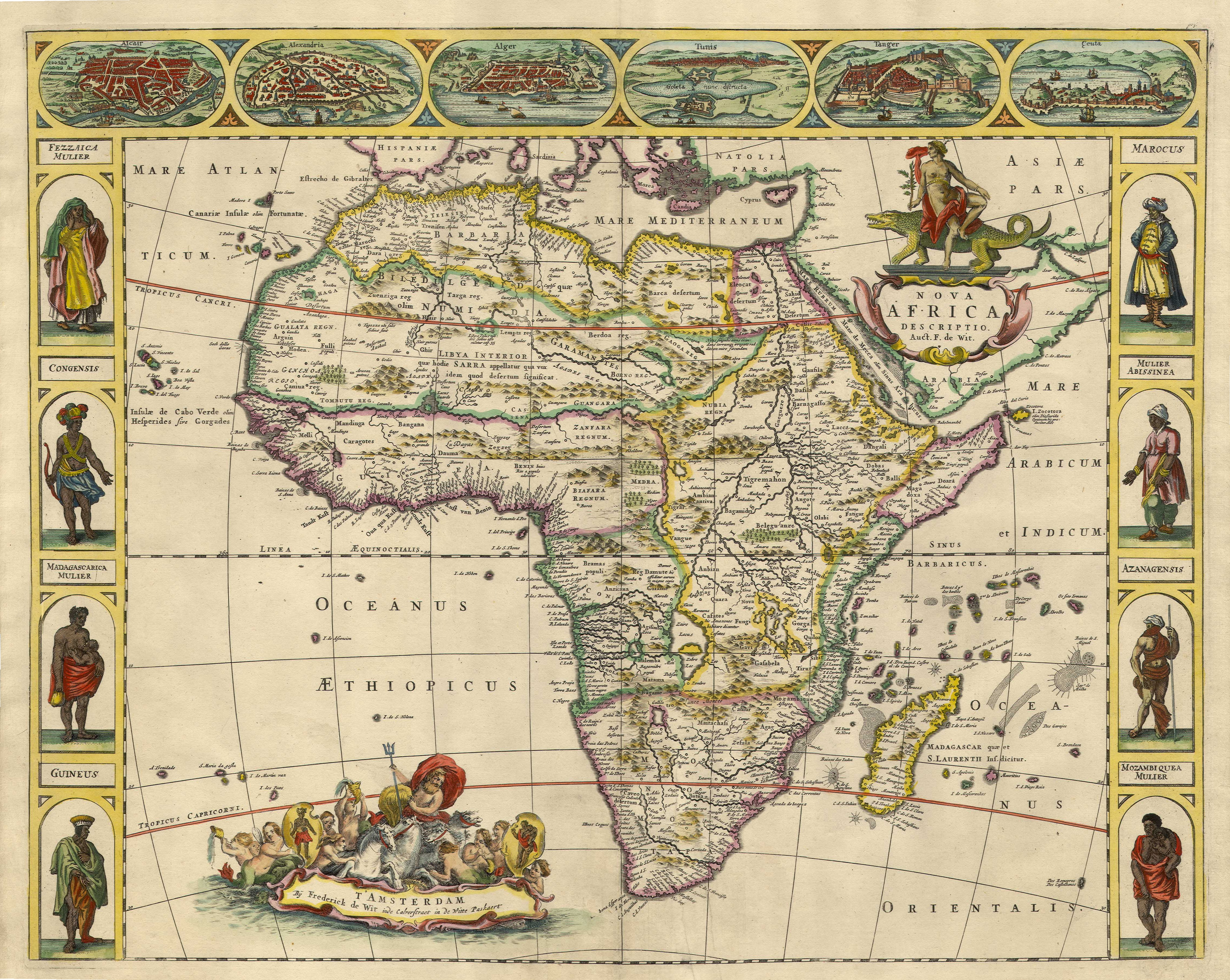
Mapa d'Àfrica gravat i imprès a Amsterdam el 1660

L'etimologia del nom del riu és incerta. Als mapes europeus antics el nom es dona a la part del riu a la zona de l'actual Mali. En un mapa imprès als Països Baixos el 1660, en canvi, el Níger sembla correspondre al riu Senegal que es prolonga després de Tombuctú prenent el nom de fluvius niger. Aquest mapa mostra que els europeus són conscients de l'existència d'un gran riu cap a l'interior, però no coneixen clarament les fonts del riu (al mapa, en algun lloc dels Grans Llacs) ni el delta (confós amb el riu Senegal). Al golf de Benín, el riu que hi desemboca no és identificat pel cartògraf.
És temptador, en un gest impregnat d'una visió europea, pensar en la paraula llatina niger (negre) com a etimologia del nom del riu. Però els exploradors i colonitzadors portuguesos de la costa africana, no haurien buscat la terminologia llatina i, si de cas, l'anomenarien Rio Negro, com ho van fer en altres llocs com, per exemple, al Brasil, utilitzant en els mapes disponibles el seu propi idioma. A més, les aigües no són negres (que és la raó per la qual la majoria de les vegades se'ls anomena així. La temptació de la següent explicació seria que el riu va rebre el nom pel color dels habitants de les seves riberes. Però cap altre riu de l'Àfrica, Àsia o d'Amèrica ha pres el nom del color de les persones que habiten a les ribes.
L'explicació més probable és que el portuguès, com ho fan per al Senegal, adoptat el nom local del riu i l'etimologia més probable, si acceptem aquesta hipòtesi és el tuareg Gher n gheren (riu de rius) que s'abreuja en ngher, denominació utilitzada al llarg de les ribes al voltant de Tombuctú.

## Geografia

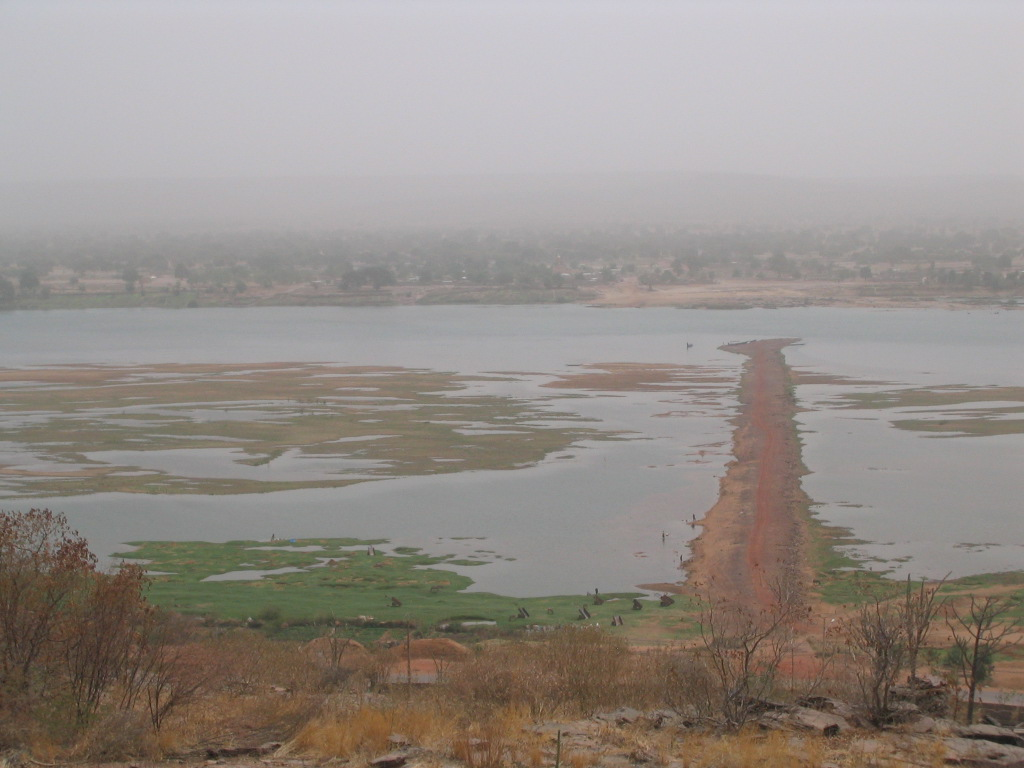
El riu Níger à Koulikoro (Mali)

El riu Níger neix a prop dels monts de Loma, a la frontera de Sierra Leona i de Guinea. Pren una direcció nord-est, travessant Guinea i el sud del Mali, on banya Bamako, Tombouctou i Gao. Entre KéMacina i Tombouctou s'estén a una vasta planura inundada de prop de 40.000 km² en la seva màxima extensió, en el que s'anomena el delta interior del Níger, i on el seu cabal es redueix d'un 25% a un 50%, principalment per evaporació. Després es bifurca cap al sud-est, travessa l'oest de Níger, amb la capital Niamey, després cap a Nigèria on s'orienta cada vegada més cap al sud, cap a un delta pantanós. A Lokoja rep per la riba esquerra el seu principal afluent, el Bénoué, procedent del Camerun, que duplica el seu cabal abans d'arribar al delta marítim; desemboca a l'Atlàntic a Port Harcourt, després d'un viatge de 4.184 km.
El seu curiós recorregut ha fet que el Níger, durant molt de temps, hagi estat un enigma per als geògrafs i s'han fet hipòtesis molt fantasioses. Alguns el confonien amb el riu Senegal o amb el Congo, altres en feien una branca del Nil o el consideraven un riu tributari d'un llac interior. Va caldre esperar el 1830 amb l'expedició de Richard Lander per conèixer la veritat.
El riu Níger forma part dels rius, com el Senegal, que des dels anys 1980 han estat el centre d'interès a causa de l'accentuació de la sequera. L'Autoritat de la Conca del Níger (ABN), organisme de cooperació internacional entre nou països per on passa el riu, i la creació de l'Oficina del Níger (1932), vetllen perquè el riu ajudi tant al desenvolupament agrícola com en la producció d'energia elèctrica. La disposició de diverses embassaments, dels que el Sélingué n'és el principal, té d'ara endavant la vocació d'aportar energia elèctrica i augmentar la producció cerealista, amb un increment de la superfície de cultiu de l'arròs a uns quants països africans.

### Principals ciutats
En direcció aigües avall, el riu banya les següents ciutats: Bamako (la capital de Mali, amb 1.690.471 d'habitants l'any 2006), Koulikoro (118.686 hab.), Ségou (102 000 hab.), Djenné (14.196 hab.), Mopti (115.000 hab.), Tombuctú (35.657 hab. estimats en 2008), Gao (38.190 habitants est. 2005), Tillabéri (16.000 el 2001), Niamey (707.591 hab. el 2001), Onitsha (561.106 el 2005) i Port Harcourt (2.667.435 hab. el 2007).

### Afluents

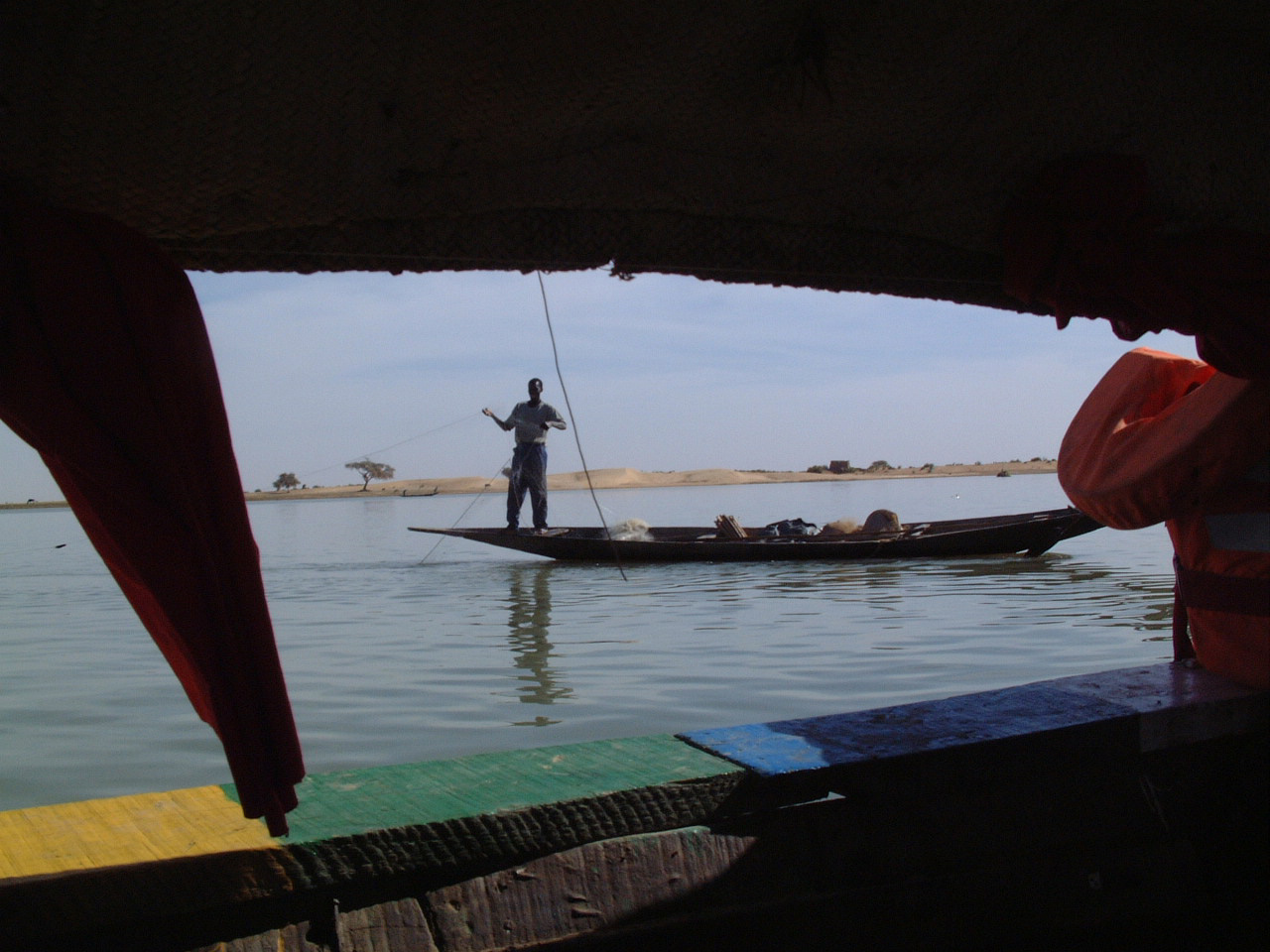
Pescador al Níger prop de Gao (Mali)

El curs del riu pot dividir-se en quatre seccions:
- El Níger superior

- Tinkisso aquest riu té la seva font en el Fouta-Djalon, flueix cap al nord-est i est. Amb una longitud d'aproximadament 270 quilòmetres, el Tinkisso s'uneix al riu Níger a prop de Siguiri. El cabal del riu s'ha observat durant 25 anys (1954-1978) a Ouaran, situat a 25 quilòmetres de la confluència de Tinkisso amb el Níger, a set quilòmetres aigües amunt de la ciutat de Siguiri. En Ouaran, el flux mitjà anual o mòdul observada en aquest període era de 181 m³/s per a una zona considerada més o menys 18.700 km², gairebé tota la conca drenatge del riu. La làmina d'aigua durant tota la conca i va arribar a assolir la xifra de 306mm per any. El Tinkisso és un riu abundant i ben alimentat, de mitjana, encara que passa amb força freqüència en els fluxos greus de baixa al març-abril-maig la taxa mensual mitjana observada a l'abril (l'aigua baixa al mínim) va arribar a 11,4 m³/s o 55 vegades menys que el cabal mitjà del setembre, el que indica la seva irregularitat. En el període d'observació de 25 anys, el cabal mínim mensual va ser d'1 m³/s, deixant el riu gairebé sec, mentre que el cabal màxim mensual va ser 1.150 metres cúbics/s.
- Niandan neix a Guinea als turons del nord de la frontera amb Libèria i és un dels de Sierra Leone. La seva longitud és de més o menys 190 km. Des del seu naixement, que flueix cap a la direcció nord, tot i nombrosos meandres fins al final del seu curs. Finalment desemboca al Níger, a la riba dreta, a prop de quinze milles per sota de la ciutat de Kouroussa. El cabal del riu s'ha observat durant 33 anys (1947-1979) a Baro, el poble proper de Niandan confluència amb el Níger. A Baro, el flux mitjà anual o mòdul observada en aquest període va ser de 251 m³/s per a una zona considerada de més o menys 12.770 km², gairebé tota la conca de drenatge del riu. La làmina d'aigua durant tota la conca va assolir la xifra de 620 mm per any. El Niandan és un riu abundant i ben alimentat, però molt irregular. La taxa mensual mitjana observada a l'abril (flux mínim) 20,4 m³/s o 38 vegades menys que el cabal mitjà del setembre, que mostra una gran variació estacional. En el període d'observació de 33 anys, el cabal mínim mensual va ser de 2 m³/s nivell, on el riu es redueix a la seva mínima expressió, mentre que el cabal màxim mensual va ser 1.109 m³/s.
- Milo

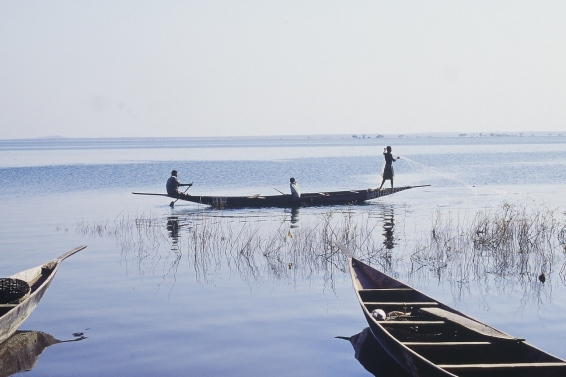
El Sankarani al llac de la presa Sélingué

- Sankarani neix a Guinea a les muntanyes de Fouta Djallon. La seva longitud és de més o menys 400 km. Des del seu naixement, que flueix cap al nord, i aviat cobreix la frontera de Costa d'Ivori que no passa, però és una de les parts, a continuació, tornar a entrar en el territori de Guinea exclusivament. Travessa la frontera amb Mali en l'última part del seu curs. Viatja a un centenar de milles - incloent un sector on forma la frontera entre Guinea i Mali. Poc abans de la confluència, es va construir en el seu curs els poderosos Dam Sélingué. Finalment desemboca al Níger, en el marge dret, entre les petites ciutats de Kangaba i de Kéniéroba. El cabal del riu s'ha observat durant 27 anys (1964-1990) a Sélingué, situat a prop de la confluència de Sankarani amb el Níger. En Sélingué, el flux mitjà anual o mòdul observada en aquest període era de 286 m³/s per a una zona considerada més o menys 34.200 km², gairebé tota la conca drenatge del riu. La làmina d'aigua de tota la conca va assolir la xifra de 264 mm per any. El Sankarani és un riu d'abundant i ben alimentat durant tot l'any. La taxa mitjana mensual registrat al març (de baix cabal mínim) és de 53 m³/s, 18 vegades menys que el flux mitjà del setembre, que és raonable. En el període d'observació de 27 anys, el flux mínim mensual és de 14 m³/s, mentre que el cabal màxim mensual va ser 1800m³/s.

- El delta interior

El delta interior del Níger és una regió natural de Mali que abasta 64.000 km², entre Tombuctú i Léré. Està regat pel riu Níger i el seu afluent el Bani i el Canal de Sahel. Molts llacs es troben a la regió: la Llac Korientzé, la llac He, la Llac Niangay, la Llac Do, la Llac Haribongo, la Llac Kabara, el Llac Tanda, el Llac Fati, el Llac Horo i Llac Faguibine.
La biodiversitat de la regió és significativa, tant en la flora com de la fauna. En ell s'enumeren 130 espècies de peixos i 350 espècies d'aus, tant sedentàries com migratòries com el xarrasclet, l'ànec cuallarg o l'Ànec cullerot. El delta interior del Níger és la zona pesquera més gran de Mali, que representen el 80 i el 90% de la producció nacional.
- Bani Sorgeix de la confluència de la Baoulé i el seu afluent el Bagoé, tots dos de Costa d'Ivori. Des d'aquí fins al final del seu curs, la seva longitud és de 430 km. No obstant això, sumant la longitud de Baoulé, que es considera Bani superior, la longitud total del Bani és més o menys 775 quilòmetres. Desemboca en el marge dret del Níger, a altura de Mopti. Anteriorment, en Djenné, que emet una sèrie de braços que el deixen en el marge esquerre i ajudar a alimentar el delta interior del Níger. El cabal del riu s'ha observat durant 63 anys (1922-1984) a Douna, una ciutat situada aproximadament a 150 kilomères de la confluència amb el Níger a Mopti. A Douna, el flux mitjà anual o mòdul observat en aquest període va ser de 513 m³/s per a una conca de més o menys de 101.600 quilòmetres quadrats, més del 95% del total aquest últim.

El làmina d'aigua durant tota la conca i va assolir la xifra de 159 mm per any. El Bani és un flux bastant abundant, però és molt irregular i coneguts llargs períodes d'estiatge. En el període d'observació de 63 anys, el cabal mínim mensual va ser de 0 m³/s (riu completament sec), mentre que el cabal màxim mensual va ser 4.090m³/s.
- El Níger mitjà

- Gorouol neix a Burkina Faso a la regió Dori, a l'est del país. Pren de seguida la direcció de sud-oest a nord-est cap al territori del Níger. Després del banyar la petita ciutat de Falagountou creua la frontera de Níger, i després va cap al nord. Banya les localitats Fatatako, Borobon, Gountiéna i Ouanzerbé després arriba Yatakala. En aquest punt, adopta la direcció est, encara immersos Bangou Bossé, Alcongui i Kolman, i finalment desemboca al Níger a Fanfara, a uns cent quilòmetres riu amunt de la ciutat de Tillabéry. Es tracta d'un corrent intermitent que flueix només durant la temporada de pluges. El cabal del riu s'ha observat durant 32 anys (1957-1989) a Alcongui, situat a uns quaranta quilòmetres de la confluència amb el Níger.

En Alcongui, el flux mitjà anual o mòdul observada en aquest període va ser de 9m³/sper a una zona considerada més o menys de 44.900 km², gairebé tota la conca drenatge del riu. La làmina d'aigua d'escorrentia a la conca assoleix la xifra molt baixa, de 6 mm per any. El Gorouol és un corrent intermitent, molt escàs i molt irregular. Es troba completament seca, de gener a maig, ambdós inclosos, i només els mesos de juliol a setembre ofereixen la certesa de no trobar que s'assequi.
- Dargol
- Sirba
- Tapoa

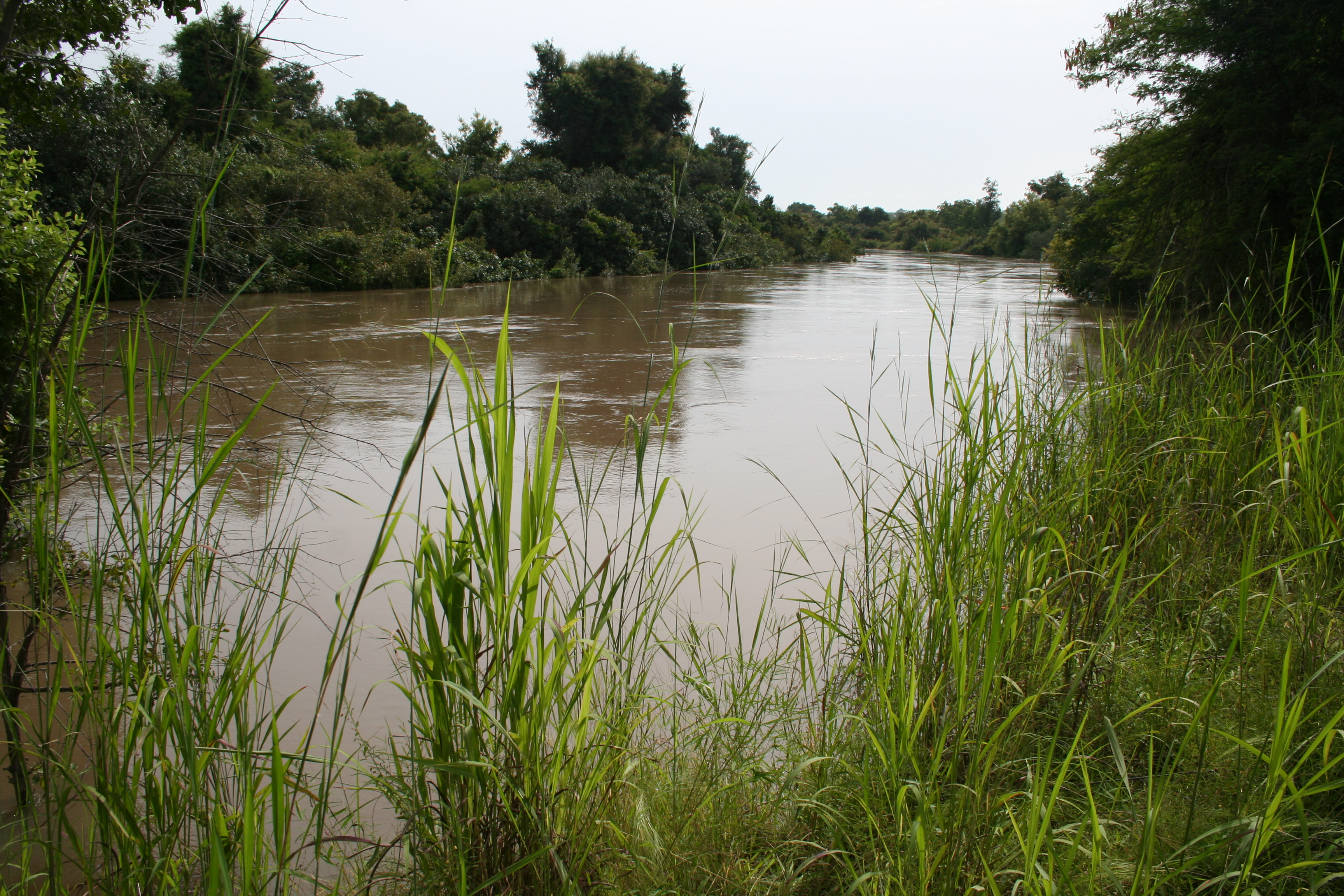
El Mekrou al Parc nacional de la W.

- Goroubi nascut de la unió de dos rius: el Digabari i Tyenitiengal. S'inicia el seu curs a Burkina Faso i es dirigeix generalment de sud-oest a nord-est. Es tracta d'un corrent d'aigua intermitent que flueix només durant la temporada de pluges. S'uneix al Níger a 80 quilòmetres al sud-est de Niamey. La seva conca sencera s'estima entre 14 i 18.000 quilòmetres quadrats, segons les fonts, la precipitació mitjana és d'entre 400 i 800 mm per any. A la conca del riu, l'evapotranspiració consumeix el 66% de la precipitació total, la filtració al subsòl absorbiria el 29% d'ella, i quedaria el 5% per a l'escorrentia de superfície.
- Diamangou
- Mékrou té 410 quilòmetres de llarg situat al nord de Benín i que forma part de la frontera amb Níger. Es tracta d'un afluent del Níger en el marge dret.
- Alibori
- Sota neix a la ciutat nord-oriental de Ndali en el territori de Benín Departament de Borgou. La seva llargada aproximada és de 250 quilòmetres. Des del seu naixement, que flueix cap al nord-nord-est direcció que manté en tot el seu curs. Al final del curs desemboca en el marge dret del Níger a Malanville. El cabal del riu s'ha observat durant 40 anys (1953-1992) a Couberi situada a prop de la seva confluència amb el Níger Malanville. A Couberi, el flux mitjà anual o mòdul observada en aquest període va ser de 31 m³/s per a una superfície a tenir en compte des de 9.111 amb 13.410 quilòmetres² segons fonts que difereixen, és la gran majoria de la superfície de la conca del riu. La làmina d'aigua recollida a la conca va arribar a 72-106 mm per any, el que està lluny de ser feble i pot considerar molt bo tenint en compte el clima sec que preval·leix en l'ambient de la major part de la conca. El Sota és un corrent moderat abundant, però molt irregular. Se sap de períodes d'estiatge bastant severs, però mai arriba a assecar-se. La mitjana mensual dels fluxos observats de febrer a abril (de baix flux mínim) són de 3,7-3,9 m³/s, que és bastant notable a Àfrica, a la seva discreció, en altres rius de la mateixa regió de la sabana cau de manera consistent a aquesta temporada de sequera. És cert que la precipitació de 900 a 1200 mm per any és molt consistent. En el període d'observació de 40 anys, el cabal mínim mensual va ser de 2 m³/s (l'aigua baixa molt greu), mentre que el cabal màxim mensual va ascendir a 358 m³/s (més que el cabal mitjà del riu Sena a París).

- El Níger inferior

- Riu Sokoto
- Riu Kaduna

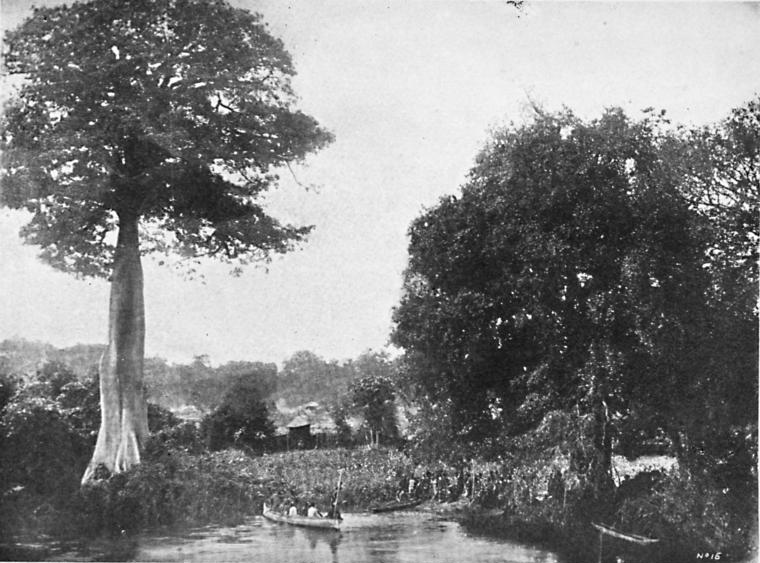
El Bénoué a Amaran el 1900

- El Bénoué és el principal afluent del Níger. El riu té uns 1.400 km de llarg. Neix a l'Altiplà d'Adamawa al nord de Camerun, a l'oest i després es dirigeix a Nigèria a través de la ciutat de Garoua abans de desembocar al Níger al Lokoja, al sud de Abuja. En la seva entrada a Adamaoua, el seu llit ha excavat un congost al penya-segat, a continuació, travessa el Parc Nacional Bouba Njida i arribar a la regió Garoua. La flora presentar en aquesta secció és més com alguns llocs del bosc que es troben al sud, en contrast amb la flora de l'altiplà que és una sabana d'arbres i flora de la plana, de naturalesa arbòria i arbustiva. El Parc Nacional de Benue queda per descobrir.

- Afluents fòssils

- Azawagh, Azaouagh o Azawak és un afluent fòssil del Níger en el seu marge esquerre, amb una longitud d'aproximadament 1.600 km. La seva conca cobreix una àrea d'aproximadament 420.000 km², incloent l'Aïr, l'Ahaggar i Adrar des Ifoghas, en el límit del Níger i Mali. Dona el nom a una àrea geogràfica del nord de Mali, l'Azawad.

### Conca hidrogràfica

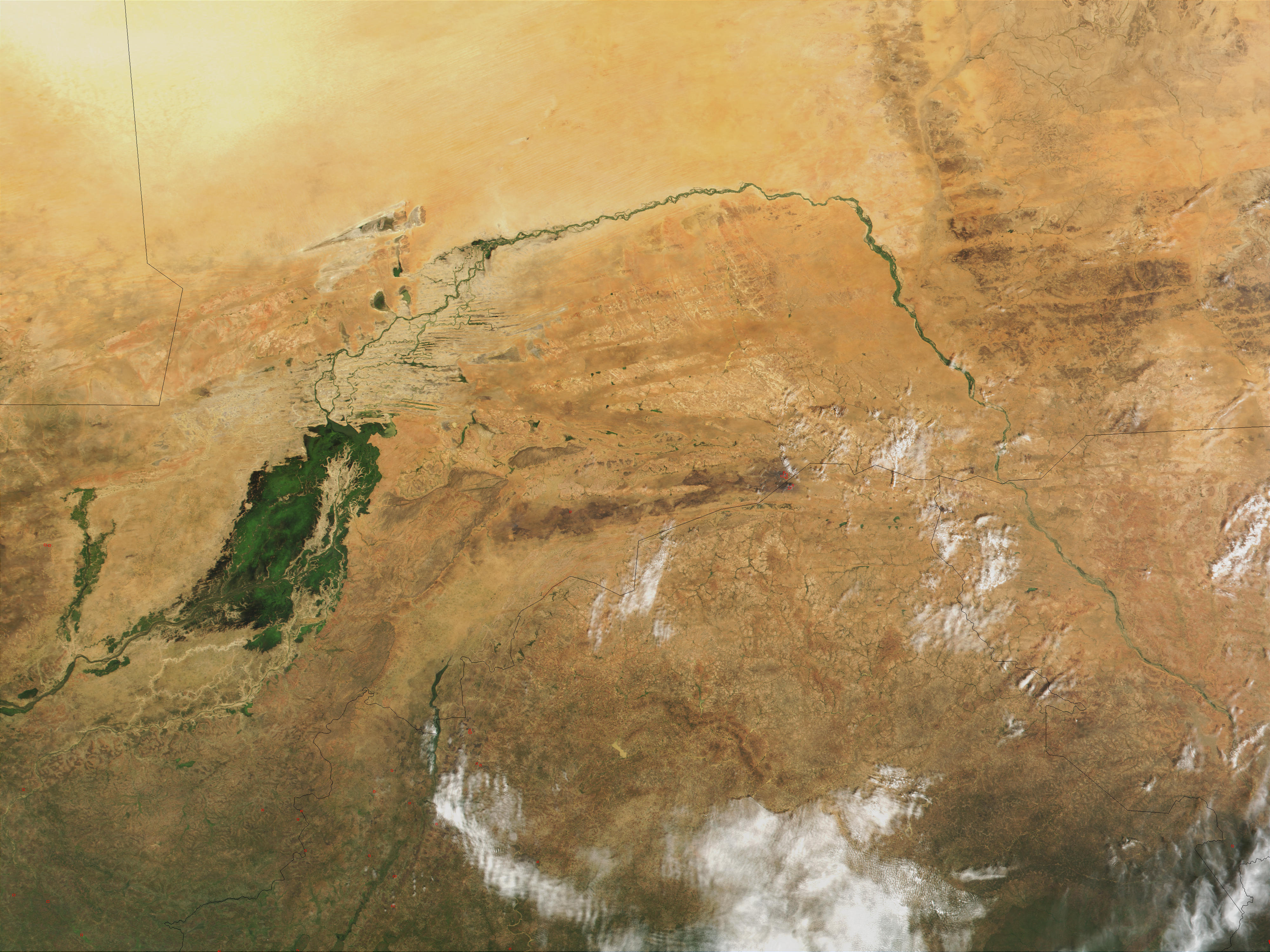
El riu Níger a Mali. Just al sud del desert del Sàhara, el riu Níger crea una exuberant àrea de zones humides i llacs en un entorn àrid.

S'eleva a prop de les muntanyes de la Loma, a la frontera amb Sierra Leone i Guinea. Es necessita una direcció nord-est, travessant el sud de Guinea i Mali, Bamako, on aerosols, Tombuctú i Gao.
KéMacina entre Tombuctú i s'estén en una vasta plana d'inundació de gairebé 40.000 km² a la màxima inundació, en l'anomenat interior del delta, on el seu cabal es redueix. Es perd entre el 25 i el 50% de les seves aigües, principalment a través de l'evaporació.
A continuació, Veere al sud-est, travessa l'oest de la capital Niamey, Níger, que, al llarg de la frontera amb Benín, Níger i Nigèria, on és cada vegada més cap al sud, a un delta pantanós. Abans d'incorporar-se a la de l'Atlàntic a Port Harcourt, després d'un viatge de 4.184 km, que rep l'esquerra banc Lokoja el seu principal afluent, el Benue, de Camerun, que duplica la seva velocitat abans que al delta del mar.
Malgrat la seva baixa urbanització, el riu Níger és un dels rius (com el Senegal) que han estat desenvolupats des del decenni de 1980 a causa de l'augment de la sequera. A través de l'Autoritat de Conca del Níger (ABN), una organització per la cooperació internacional entre els nou països visitats i la creació de l'Office du Niger (1932), el riu és un veritable repte, però també potència agrícola. El desenvolupament de les preses (presa hidroelèctrica Sélingué, la Kainji) ara té la vocació dels països africans de la dependència energètica (energia hidràulica) i de gra (perímetre de reg d'arròs).
Els països membres de l'Autoritat de la Conca del Níger a Niamey, es va signar el 30 d'abril de 2008, la carta de l'aigua de la conca del Níger. Aquest instrument jurídic per a totes les "activitats dedicades al coneixement, el govern, la preservació, la protecció, la mobilització i utilització dels recursos hídrics a la conca" i s'aplica al riu Níger i els seus afluents.

### Selva pantanosa del delta del Níger (Ecoregió)
És una ecoregió de selva umbròfila, que ocupa 14.400 quilòmetres quadrats al delta del Níger a Nigèria. L'Ecoregió forma un triangle en el que el vèrtex cau al nord de la ciutat d'Abo. El riu Benín, a l'oest separa aquesta regió de la selva de terres baixes de Nigèria, mentre que, per l'est, és el riu Im el que serveix de frontera amb la selva de transició del Cross-Níger. Pel sud, una franja de manglar de l'Àfrica central de fins a deu quilòmetres d'amplada separa la selva pantanosa del delta del Níger de l'oceà Atlàntic. L'estat de conservació es troba en perill crític. No hi ha àrees protegides en l'ecoregió, i l'increment de la població, la millora de les comunicacions i les explotacions petrolieres estan acabant amb les selves del delta del Níger.